# Neez (Pyrénées-Atlantiques)
Ne doit pas être confondu avec Néez (Hautes-Pyrénées).
Le Neez (ou Nees, Nées, Néès, Néez, Nès, Neys, Nez, est un cours d'eau français, affluent du gave de Pau.
Pour le différencier d'un cours d'eau homonyme du département des Hautes-Pyrénées, on l'appelle également « Neez de Gan », du nom d'une commune qu'il traverse.

## Étymologie
Le nom de Neez est partagé avec un autre affluent du gave de Pau, le Néez de Saint-Créac, au sud de Lourdes. Ce nom est une variante de l'hydronyme pyrénéen Lez (alternance l / n).

## Géographie
Le Sandre considère que la branche-mère du Neez est le Houndarnas, ou Moundarnas,, un ruisseau né vers 470 mètres d'altitude, à l'ouest du lieu-dit Lasserièze, sur les coteaux de Sévignacq.
Le nom de Neez apparaît plus en aval, sur le territoire de Rébénacq. Le Neez est donc alimenté en eau par le Houndarnas et surtout par quatre résurgences du gave d'Ossau, étagées entre 345 et 302 m d'altitude, au sud et en amont du village de Rébénacq. D'amont vers l'aval, il s'agit de :
- Liets, 345 m, 0,3 à 0,6 m3/s ;
- Balagué - Houn der Naz, 312 m,  0,1 à 0,3 m3/s (noter l'assimilation par Nas 'nez') ;
- l'Œil du Néez (l'Oelh deth Néez), 315 m, 2,7 à 5 m3/s, la plus importante, captée pour l'alimentation en eau potable de la ville de Pau[8] ;
- la pisciculture du Néez, 302 m, 0,8 à 1 m3/s.

Le Neez s'écoule vers le nord, arrose Rébénacq et Gan puis oblique vers le nord-ouest sur les deux derniers kilomètres de son cours. Il rejoint le gave de Pau en rive gauche à Jurançon, vers 160 mètres d'altitude,entre le Soust et Las Hies, juste en aval de la ville de Pau.
Sur plus de cinq kilomètres, il sert de limite entre les communes de Gan à l'ouest et Rébénacq puis Bosdarros à l'est.
L'ensemble Moundarnas - Neez est long de 26,1 km.

### Département et communes traversés
Le Moundarnas et le Neez coulent intégralement dans le département des Pyrénées-Atlantiques, irriguant cinq communes, soit d'amont vers l'aval : Sévignacq-Meyracq, Rébénacq, Gan, Bosdarros et Jurançon.

## Affluents
Parmi les douze affluents répertoriés par le Sandre, le plus long avec 4,2 km est un ruisseau sans nom situé en rive gauche et qui prend sa source sur la commune de Sévignacq-Meyracq mais avec deux affluents.
Donc le rang de Strahler est de trois.

## Hydrologie
Le débit du Neez a été observé sur une période de 22 ans (1919-1940), à la station hydrologique de Gan, au pont Larroque, À cet endroit, le bassin versant ne représente que 24,4 km2.
Sur cette période, le module y était de 3 m3/s. 
Le Neez présentait un débit moyen assez régulier compris entre 2,29 et 3,51 m3/s.
Le débit journalier maximal enregistré à la station de Gan durant cette période a été de 20,9 m3/s le 12 mars 1930.